# Volp
Der Volp ist ein Fluss in Frankreich, der in der Region Okzitanien verläuft. Er entspringt im Regionalen Naturpark Pyrénées Ariégeoises, im Gemeindegebiet von Lescure, entwässert anfangs in westlicher Richtung, dreht dann auf Nord und Nordwest und mündet nach insgesamt rund 40 Kilometern im Staubereich der Retenue de Labrioulette, im Gemeindegebiet von Gensac-sur-Garonne, als rechter Nebenfluss in die Garonne.
Im Gemeindegebiet von Montesquieu-Avantès versickert der Volp im Untergrund und kommt erst nach rund 800 Metern als Karstquelle wieder an die Oberfläche.
Auf seinem Weg durchquert der Fluss die Départements Ariège und Haute-Garonne.

## Orte am Fluss
- Montardit
- Mérigon
- Sainte-Croix-Volvestre
- Le Plan